# Ігри XXX Олімпіади в Лондоні (монета)
«І́гри ХХХ Олімпіа́ди в Ло́ндоні» — пам'ятна монета номіналом 2 гривні, випущена Національним банком України, присвячена важливій події у світовому спортивному житті — Іграм ХХХ Олімпіади, що проходили у 2012 році в місті Лондоні.
Монету введено в обіг 12 липня 2012 року. Вона належить до серії «Спорт».

## Опис монети та характеристики
| Номінал грн. | Метал      | Маса, г | Діаметр, мм | Якість виготовлення       | Гурт     | Тираж, штук |
| ------------ | ---------- | ------- | ----------- | ------------------------- | -------- | ----------- |
| 2            | нейзильбер | 12,8    | 31,0        | спеціальний анциркулейтед | рифлений | 30 000      |

### Аверс
На аверсі монети розміщено: угорі малий Державний Герб України та напис півколом — «НАЦІОНАЛЬНИЙ БАНК УКРАЇНИ», панораму міста, на тлі якої ліворуч стилізований олімпійський факел, праворуч напис — «ЛОНДОН», унизу написи: «2/ГРИВНІ/2012» та логотип Монетного двору Національного банку України.

### Реверс
На реверсі монети зображено: півколом силуети представників різних видів спорту, над якими золотий статер Філіппа ІІ, який брав участь в олімпійських іграх, та написи — «ІГРИ ХХХ ОЛІМПІАДИ» (угорі півколом), «ХХХ» (унизу), ліворуч і праворуч від якого — лаврове листя.

## Автори

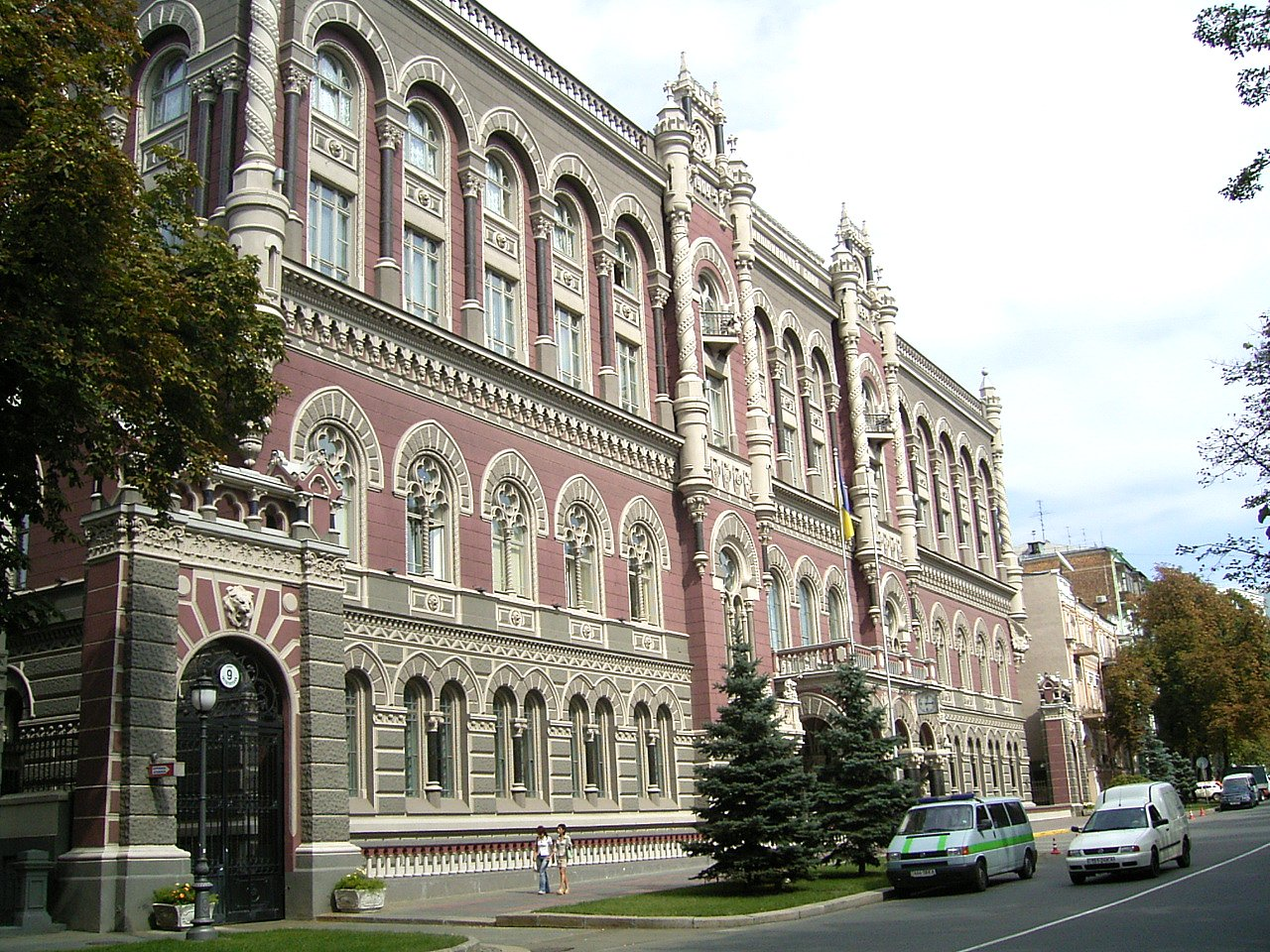
Будівля Національного банку України

- Художники: Атаманчук Володимир (аверс); Таран Володимир, Харук Олександр, Харук Сергій (реверс).
- Скульптори: Дем'яненко Анатолій, Дем'яненко Володимир.

## Вартість монети
Під час введення монети в обіг 2012 року, Національний банк України реалізовував монету через свої філії за ціною 15 гривень.
Фактична приблизна вартість монети з роками змінювалася так:
| Рік        | 2013 | 2014 | 2015 | 2016 | 2017 | 2018 | 2019 | 2020 | 2021 | 2022 | 2023 | 2024 | 2025 |
| ---------- | ---- | ---- | ---- | ---- | ---- | ---- | ---- | ---- | ---- | ---- | ---- | ---- | ---- |
| Ціна, грн. | 25   | 35   | 60   | 80   | 135  | 150  | 150  | 150  | 150  | 150  | 250  | 290  | 310  |